# Henning Mankell
Henning Mankell (Estocolmo, Suecia, 3 de febrero de 1948-Gotemburgo, Suecia, 5 de octubre de 2015) fue un novelista y dramaturgo sueco, reconocido internacionalmente por su serie de doce novelas negras sobre el inspector Kurt Wallander.

## Biografía
Mankelll
nació en Estocolmo, Suecia, pero creció en las localidades de Sveg (provincia de Härjedalen) y Borås (provincia de Västra Götaland). Su padre Ivar Mankell, fue juez, y su abuelo, también llamado Henning Mankell (1868-1930), fue compositor y pianista. 
Hacia el final de su vida, residía en Suecia y en Mozambique, donde pasaba la mitad del año y dirigía el Teatro Nacional Avenida de Maputo. Estaba casado con Eva Bergman, hija del cineasta Ingmar Bergman.
En noviembre de 2006, Mankell fue galardonado con el Premio Pepe Carvalho, que se otorga a autores de prestigio y trayectoria reconocida en el ámbito de la novela negra. El jurado consideró que Mankell “comparte con Manuel Vázquez Montalbán la idea de utilizar la novela negra para abordar críticamente los retos de la sociedad actual”. En enero de 2014, Mankell reveló que padecía cáncer.

## Obra

### Serie Wallander
Su personaje más conocido es el inspector de policía Kurt Wallander. Con Wallander, Mankell ha logrado crear un personaje repleto de humanidad y de sensibilidad cotidiana, que lo mismo puede desentrañar la más complicada serie de asesinatos que condolerse de su suerte y pensar que debe jubilarse para dar paso a una sociedad posmoderna que lo avasalla y que parece ya no entender. La serie de Kurt Wallander está compuesta por los siguientes títulos (en orden de publicación):
1. Asesinos sin rostro (Mördare utan ansikte, 1991). Asesinato de un matrimonio de ancianos en la campiña sueca. (trad. Amanda Monjonell Mansten y Dea Marie Mansten)
2. Los perros de Riga (Hundarna i Riga, 1992). Wallander viaja a Letonia para investigar la muerte de dos letones cuyos cadáveres han llegado a la costa sueca. (trads.: Amanda Monjonell Mansten y Dea Marie Mansten)
3. La leona blanca (Den vita lejoninnan, 1993). Wallander investiga un crimen en Ystad relacionado con una conspiración política en la Sudáfrica de fines del apartheid (trad. Carmen Montes Cano)
4. El hombre sonriente (Mannen som log, 1994). Wallander se enfrenta a un adinerado y sonriente mecenas capaz de cometer los crímenes más sofisticados. (trad. Carmen Montes Cano)
5. La falsa pista (Villospår, 1995). Una muchacha se suicida durante el caluroso verano de 1994. (trad. Meritxell Salvany Balada)
6. La quinta mujer (Den femte kvinnan, 1996). Tres hombres aparecen asesinados en Ystad, la tranquila ciudad sueca donde vive Wallander. (trad. Marina Torres Naveira)
7. Pisando los talones (Steget efter, 1997). Wallander, presionado por el fiscal, tiene que encontrar a una muchacha cuyas postales de viaje parecen ser falsas y encontrar a su colaborador Svedberg, que ha desaparecido investigando el caso. (trad. Carmen Montes Cano)
8. Cortafuegos (Brandvägg, 1998). Ystad, Suecia, otoño 1997, un hombre muere a las puertas de un cajero y dos muchachas asesinan a un taxista. (trad. Carmen Montes Cano)
9. La pirámide (Pyramiden, 1999; cuentos). Cronológicamente, este libro de relatos cortos aborda pasajes de la vida de Kurt Wallander anteriores a los del resto de la serie. (trad. Carmen Montes Cano)
10. Antes de que hiele (Innan frosten, 2002). Linda, la hija de Wallander, se inicia como policía y colabora con su padre, que actúa en segundo plano, en la investigación de un crimen acaecido en los bosques de Ystad. (trad. Carmen Montes Cano). Mankell dejó de escribir la serie con Linda como protagonista después de que la protagonista de este episodio en la televisión sueca, Johanna Sällström, se suicidara.
11. Huesos en el jardín (Handen, 2002), novela corta. Un Wallander que piensa en la jubilación investiga un antiguo asesinato en la casa que se quería comprar, al encontrar los huesos de una mano en el jardín. (trad. Carmen Montes Cano) La intriga de esta novela precede a la anterior de El hombre inquieto.
12. El hombre inquieto (Den orolige mannen, 2009). Wallander, que vuelve a ser protagonista, investiga la desaparición de un oficial de alto rango de la Marina, suegro de Linda, hija de Wallander. (trad. Carmen Montes Cano)

### Otras novelas policíacas
- El retorno del profesor de baile (Danslärarens återkomst, 2000). El joven Stefan Lindman investiga la muerte de un antiguo compañero suyo, relacionada con los colaboracionistas durante la Segunda Guerra Mundial y los grupos neonazis actuales. (trad. Carmen Montes Cano)
- El chino (Kinesen, 2008). Invierno de 2006, un fotógrafo descubre 19 personas asesinadas en un pueblecito sueco. (trad. Carmen Montes Cano)

### Otras novelas
- El hombre de la dinamita, 2018 (Bergsprängaren, 1973)
- Vettvillingen, 1977
- Fångvårdskolonin som försvann, 1979
- Dödsbrickan, 1980
- En seglares död, 1981
- Daisy Sisters, 2011 (Daisy Sisters, 1982). Dos jóvenes suecas de apenas 17 años se conocen después de cartearse durante tres años. (trad. Francisca Jiménez Pozuelo)
- Sagan om Isidor, 1984
- El ojo del leopardo (Leopardens öga, 1990). El joven Hans Olofson se decide a viajar a Zambia, donde pasa 18 años. (trad. Francisca Jiménez Pozuelo)
- Comedia infantil (Comédia infantil, 1995). En un puerto africano, Nelio, un niño moribundo de diez años, explica su vida al hombre que lo atiende, consciente de que morirá cuando acabe. (trad. Carmen Montes Cano)
- El hijo del viento, 2009 (Vindens son, 2000). El sueco Hans Bengler marcha a África en busca de un insecto desconocido con el que hacerse famoso; entonces conoce a Daniel. (trad. Carmen Montes Cano)
- Tea-Bag, 2010 (Tea-Bag, 2001). El poeta sueco Jesper Humlin descubre las vejaciones que sufren los inmigrantes en su país de la mano de la joven africana Tea-Bag. (trad. Francisca Jiménez Pozuelo)
- Profundidades (Djup, 2005). Octubre de 1914, un marino sueco descubre en una misión una pequeña isla habitada por una joven solitaria. (trad. Carmen Montes Cano)
- El cerebro de Kennedy (Kennedys hjärna, 2005). La arqueóloga Louise Cantor, para averiguar los motivos del aparente suicidio de su hijo, emprende un viaje que la llevará a Australia y Mozambique. (trad. Carmen Montes Cano)
- Zapatos italianos (Italienska skor, 2006). Fredrik Wellin, que vive solo en una isla, descubre que tiene una hija cuando un antiguo amor vuelve en busca de una promesa. (trad. Carmen Montes Cano)
- Un ángel impuro, 2012 (Minnet av en Smutsig Ängel, 2011). En una habitación del África Hotel, en Beira, Mozambique, un hombre encuentra un viejo cuaderno. (trad. Carmen Montes Cano)
- Botas de lluvia suecas, 2016 (Svenska gummistövlar, 2015). Una noche de otoño, Fredrik Welin —el protagonista de Zapatos italianos— se despierta cuando un incendio arrasa su casa. (trad. Gemma Pecharromán). Obra póstuma.

### Documentos
- Moriré, pero mi memoria sobrevivirá, Ed. Tusquets, 2008 (trad. Carmen Montes Cano). Mitad fábula, mitad crónica, narra un recorrido por los pueblos de Uganda asolados por el sida.
- Arenas movedizas, 2014 (Kvicksand, 2015). Libro testimonio de Mankell, en parte autobiográfico, sobre su lucha contra el cáncer y otras reflexiones. (trad. Carmen Montes Cano)

### Obras juveniles e infantiles
Las obras se colocan en orden de publicación en sueco.
- El perro que corría hacia una estrella, Ed. Siruela, 2000 (Hunden som sprang mot en stjärna, 1990). Aquí se inicia la serie de cuatro libros sobre Joel Gustafsson, un muchacho que vive con su padre en un pueblo del norte de Suecia y sueña con lejanos países. (trad. Francisco Javier Uriz Echevarria)
- Las sombras crecen al atardecer, Ed. Siruela, 2002 (Skuggorna växer i skymningen, 1991). Serie Joel Gustafsson. El niño es atropellado, pero sale ileso, y cree que debe realizar una buena acción. (trad. Frida Sánchez Giménez)
- El gato al que le gustaba la lluvia, Ed. Siruela, 2008 (Katten som älskade regn, 1992). Un día, Lukas se despierta y su gato ha desaparecido. Este volumen para niños se intercala en la serie sobre Joel. (trads.: María Teresa Giménez González y Pontus Sánchez Giménez)
- El secreto del fuego, Ed. Siruela, 2007 (Eldens hemlighet, 1995). En este libro se inicia la trilogía sobre Sofía, que aquí tiene 12 años, vive en Mozambique y un día pisa una mina antipersonas. (trads.: Mayte Giménez Giménez y Pontus Sánchez Giménez)
- El niño que dormía con nieve en la cama, Ed. Siruela, 2006 (Pojken som sov med snö i sin säng, 1996). Serie Joel Gustafsson. Joel cumple 13 años, se enamora de una mujer mayor y cree que debe hacer algo para llamar la atención. (trad. Frida Sánchez Giménez)
- Viaje al fin del mundo, Ed. Siruela, 2007 (Resan till världens ände, 1998). Último libro de la serie Joel Gustafsson. Con 15 años recién cumplidos, Joel abandona su pueblo y se marcha en busca del paradero de su madre, que lo abandonó siendo un bebé. (trads.: Frida Sánchez Giménez y Francisco Javier Uriz Echevarria)
- Jugar con fuego, Ed. Siruela, 2007 (Eldens gåta, 2001). Sofía tiene 14 años y se enamora por primera vez en su vida. (trads.: María Teresa Giménez González y Pontus Sánchez Giménez)
- La ira del fuego, Ed. Siruela, 2008. (Eldens vrede, 2005). Sofía sigue creciendo, tiene una familia. (trads.: María Teresa Giménez González y Pontus Sánchez Giménez)

En La ira del fuego Henning Mankell continúa la historia de Sofia, niña en El secreto del fuego y adolescente en Jugar con fuego. Completa así la trilogía sobre una mujer africana y las dificultades que vive en su país. La editorial DeBolsillo publicó en 2010, un libro con las tres novelas titulado La ira del tiempo.
También dirigida a un público juvenil, escribió una serie de relatos protagonizados por Joel Gustafsson: El perro que corría hacia una estrella, Las sombras crecen al atardecer, El niño que dormía con nieve en la cama y Viaje al fin del mundo, todos ellos editados conjuntamente con el título de este último. Otro libro dirigido a un público más joven es "El gato al que le gustaba la lluvia".
Es autor del ensayo Moriré, pero mi memoria sobrevivirá (2008), una reflexión sobre el impacto del sida en África, así como de una serie de libros situados en ese continente, como Comedia infantil y escritos desde la perspectiva de un niño, con una sutileza y magia desbordante a pesar de lo duro de los temas que trata.
En 2014 publica Arenas movedizas (Kvicksand), un libro de memorias en el contexto del cáncer que le fue diagnosticado a principios de ese año.

## Premios y reconocimientos
- Premio Glassnøkkelen 1992, por Mördare utan ansikte, a la mejor novela negra de los países nórdicos.
- 2.ª edición del Premio Pepe Carvalho 2007